# ضريح الشيخ حسين تشاهكوتاهي
ضريح الشيخ حسین تشاهكوتاهي (بالفارسية: آرامگاه شیخ حسین چاهکوتاهی) هو ضريح تاريخي يعود إلى القاجاريون، ويقع في بوشهر.